# Don't Wake Me Up
Don't Wake Me Up is een nummer van de Amerikaanse zanger Chris Brown. Het is de vierde single van zijn vijfde studioalbum Fortune. In januari 2012 lekte reeds een deel van het nummer op YouTube, waarbij foutief de mededeling werd gegeven dat het nummer deels werd gemaakt door David Guetta.
Dit nummer qua stijl en inhoud vergelijkbaar met het nummer Euphoria van Loreen, die in 2012 het Eurovisiesongfestival won met dat nummer. Vooral de zin "Don't wake me up up up up up up..." is vergelijkbaar met de zin "We're going up up up up up up..." van het lied Euphoria van Loreen.

## Hitnotering

### Nederlandse Top 40
| Hitnotering: 14-07-2012 t/m 04-08-2012 | Hitnotering: 14-07-2012 t/m 04-08-2012 | Hitnotering: 14-07-2012 t/m 04-08-2012 | Hitnotering: 14-07-2012 t/m 04-08-2012 | Hitnotering: 14-07-2012 t/m 04-08-2012 | Hitnotering: 14-07-2012 t/m 04-08-2012 |
| Week:                                  | 1                                      | 2                                      | 3                                      | 4                                      |                                        |
| -------------------------------------- | -------------------------------------- | -------------------------------------- | -------------------------------------- | -------------------------------------- | -------------------------------------- |
| Positie:                               | 39                                     | 37                                     | 34                                     | 40                                     | uit                                    |

### NederlandseSingle Top 100
| Hitnotering: 16-06-2012 t/m 01-09-2012 | Hitnotering: 16-06-2012 t/m 01-09-2012 | Hitnotering: 16-06-2012 t/m 01-09-2012 | Hitnotering: 16-06-2012 t/m 01-09-2012 | Hitnotering: 16-06-2012 t/m 01-09-2012 | Hitnotering: 16-06-2012 t/m 01-09-2012 | Hitnotering: 16-06-2012 t/m 01-09-2012 | Hitnotering: 16-06-2012 t/m 01-09-2012 | Hitnotering: 16-06-2012 t/m 01-09-2012 | Hitnotering: 16-06-2012 t/m 01-09-2012 | Hitnotering: 16-06-2012 t/m 01-09-2012 | Hitnotering: 16-06-2012 t/m 01-09-2012 | Hitnotering: 16-06-2012 t/m 01-09-2012 | Hitnotering: 16-06-2012 t/m 01-09-2012 |
| Week:                                  | 1                                      | 2                                      | 3                                      | 4                                      | 5                                      | 6                                      | 7                                      | 8                                      | 9                                      | 10                                     | 11                                     | 12                                     |                                        |
| -------------------------------------- | -------------------------------------- | -------------------------------------- | -------------------------------------- | -------------------------------------- | -------------------------------------- | -------------------------------------- | -------------------------------------- | -------------------------------------- | -------------------------------------- | -------------------------------------- | -------------------------------------- | -------------------------------------- | -------------------------------------- |
| Positie:                               | 77                                     | 66                                     | 56                                     | 37                                     | 41                                     | 45                                     | 52                                     | 50                                     | 48                                     | 53                                     | 69                                     | 79                                     | uit                                    |

### VlaamseUltratop 50
| Hitnotering: 30-06-2012 t/m | Hitnotering: 30-06-2012 t/m | Hitnotering: 30-06-2012 t/m | Hitnotering: 30-06-2012 t/m | Hitnotering: 30-06-2012 t/m | Hitnotering: 30-06-2012 t/m | Hitnotering: 30-06-2012 t/m | Hitnotering: 30-06-2012 t/m | Hitnotering: 30-06-2012 t/m | Hitnotering: 30-06-2012 t/m | Hitnotering: 30-06-2012 t/m | Hitnotering: 30-06-2012 t/m | Hitnotering: 30-06-2012 t/m | Hitnotering: 30-06-2012 t/m | Hitnotering: 30-06-2012 t/m | Hitnotering: 30-06-2012 t/m | Hitnotering: 30-06-2012 t/m | Hitnotering: 30-06-2012 t/m | Hitnotering: 30-06-2012 t/m | Hitnotering: 30-06-2012 t/m | Hitnotering: 30-06-2012 t/m |
| Week:                       | 1                           | 2                           | 3                           | 4                           | 5                           | 6                           | 7                           | 8                           | 9                           | 10                          | 11                          | 12                          | 13                          | 14                          | 15                          | 16                          | 17                          | 18                          | 19                          | 20                          |
| --------------------------- | --------------------------- | --------------------------- | --------------------------- | --------------------------- | --------------------------- | --------------------------- | --------------------------- | --------------------------- | --------------------------- | --------------------------- | --------------------------- | --------------------------- | --------------------------- | --------------------------- | --------------------------- | --------------------------- | --------------------------- | --------------------------- | --------------------------- | --------------------------- |
| Positie:                    | 50                          | 35                          | 13                          | 14                          | 15                          | 16                          | 17                          | 12                          | 16                          | 13                          | 13                          | 18                          | 24                          | 32                          | 39                          | 37                          | 38                          | 38                          | 19                          |                             |